# Guy Ramos
Guy Ramos (Roterdã, 16 de agosto de 1985) é um futebolista profissional cabo-verdiano que atua como médio.

## Carreira
Guy Ramos representou o elenco da Seleção Cabo-Verdiana de Futebol no Campeonato Africano das Nações de 2013.